# Mozartius jugosus
Mozartius jugosus är en skalbaggsart som beskrevs av Lewis 1895. Mozartius jugosus ingår i släktet Mozartius och familjen Aphodiidae.

## Underarter
Arten delas in i följande underarter:
- M. j. horii
- M. j. shingoi